# 马伊奥洛
马伊奥洛（義大利語：Maiolo），是意大利里米尼省的一个市镇。总面积24.4平方公里，人口846人，人口密度34.7人/平方公里（2009年）。ISTAT代码为099022。